# Eintracht Frankfurt 2023-2024 (calcio femminile)
Questa voce raccoglie le informazioni riguardanti la squadra femminile dell'Eintracht Frankfurt nelle competizioni ufficiali della stagione 2023-2024.

## Divise e sponsor
Le tenute di gioco sono le stesse dell'Eintracht Francoforte maschile.
| Casa | Trasferta |

## Rosa
Rosa, ruoli e numeri di maglia come da sito ufficiale e sito DFB.
| N. |                      | Ruolo | Calciatrice          |
| -- | -------------------- | ----- | -------------------- |
| 1  | Germania (bandiera)  | P     | Stina Johannes       |
| 2  | Brasile (bandiera)   | D     | Letícia Santos       |
| 4  | Germania (bandiera)  | D     | Sophia Kleinherne    |
| 5  | Danimarca (bandiera) | C     | Pernille Sanvig      |
| 7  | Slovenia (bandiera)  | A     | Lara Prašnikar       |
| 8  | Germania (bandiera)  | C     | Lisanne Gräwe        |
| 9  | Germania (bandiera)  | A     | Shekiera Martinez    |
| 10 | Germania (bandiera)  | A     | Laura Freigang       |
| 11 | Giappone (bandiera)  | A     | Remina Chiba         |
| 11 | Germania (bandiera)  | C     | Jonna Brengel        |
| 13 | Austria (bandiera)   | D     | Virginia Kirchberger |
| 14 | Svizzera (bandiera)  | A     | Géraldine Reuteler   |
| 17 | Germania (bandiera)  | C     | Pia-Sophie Wolter    |
| 18 | Austria (bandiera)   | D     | Verena Hanshaw       |

| N. |                     | Ruolo | Calciatrice               |
| -- | ------------------- | ----- | ------------------------- |
| 19 | Germania (bandiera) | A     | Nicole Anyomi             |
| 20 | Germania (bandiera) | C     | Ilayda Acıkgöz            |
| 21 | Germania (bandiera) | P     | Hannah Johann             |
| 22 | Svizzera (bandiera) | D     | Nadine Riesen             |
| 23 | Germania (bandiera) | D     | Sara Doorsoun             |
| 24 | Germania (bandiera) | D     | Anna Aehling              |
| 25 | Germania (bandiera) | D     | Jella Veit                |
| 26 | Germania (bandiera) | P     | Cara Bösl                 |
| 27 | Germania (bandiera) | C     | Sophie Nachtigall         |
| 28 | Austria (bandiera)  | C     | Barbara Dunst             |
| 29 | Germania (bandiera) | D     | Dilara Acikgöz            |
| 30 | Germania (bandiera) | A     | Carlotta Wamser           |
| 31 | Germania (bandiera) | C     | Tanja Pawollek (capitano) |

## Calciomercato

### Sessione estiva
| Acquisti | Acquisti          | Acquisti                 | Acquisti                        |
| R.       | Nome              | da                       | Modalità                        |
| -------- | ----------------- | ------------------------ | ------------------------------- |
| D        | Nadine Riesen     | Zurigo                   | [ 4 ]                           |
| C        | Pia-Sophie Wolter | Wolfsburg                | [ 5 ]                           |
| C        | Lisanne Gräwe     | Bayer Leverkusen         | [ 6 ]                           |
| C        | Sophie Nachtigall | Eintracht Francoforte II | aggregata dalla squadra riserve |
| C        | Jella Veit        | Eintracht Francoforte II | aggregata dalla squadra riserve |

| Cessioni | Cessioni          | Cessioni   | Cessioni    |
| R.       | Nome              | a          | Modalità    |
| -------- | ----------------- | ---------- | ----------- |
| D        | Janina Hechler    | Colonia    | [ 7 ]       |
| D        | Camilla Küver     | Wolfsburg  | [ 8 ] [ 9 ] |
| D        | Madeleine Steck   | Norimberga | [ 10 ]      |
| C        | Laura Feiersinger | Roma       | [ 11 ]      |
| C        | Leonie Köster     | Basilea    | [ 12 ]      |
| C        | Sjoeke Nüsken     | Chelsea    | [ 13 ]      |

### Sessione invernale
| Acquisti | Acquisti        | Acquisti   | Acquisti |
| R.       | Nome            | da         | Modalità |
| -------- | --------------- | ---------- | -------- |
| C        | Pernille Sanvig | Kolding IF | [ 14 ]   |
| A        | Remina Chiba    | JEF United | [ 15 ]   |

| Cessioni | Cessioni        | Cessioni    | Cessioni |
| R.       | Nome            | a           | Modalità |
| -------- | --------------- | ----------- | -------- |
| D        | Letícia Santos  | Corinthians | [ 16 ]   |
| A        | Carlotta Wamser | Colonia     | prestito |

## Risultati

### Frauen-Bundesliga

#### Girone di andata
| Arbitro: | Heidenreich (Bad Schwartau) |

|                      |           |  |
| Rieke 50’ Elmazi 78’ | Marcatori |  |

| Arbitro: | Michel (Magonza) |

|                              |           |                                               |
| Freigang 9’ (rig.) Dunst 46’ | Marcatori | 28’ Popp 53’ Oberdorf 73’ Wedemeyer 84’ Pajor |

| Arbitro: | Hussein (Bad Harzburg) |

|                                            |           |             |
| Dunst 71’ Freigang 86’ (rig.) Wamser 90+2’ | Marcatori | 27’ Andrade |

| Monaco di Baviera 14 ottobre 2023, ore 17:55 CEST 4ª giornata | Bayern Monaco             | 0 – 0 referto | Eintracht Francoforte | Allianz Arena (19 000 spett.)\| Arbitro: \| Wacker (Lehrensteinsfeld) \| |
| Arbitro:                                                      | Wacker (Lehrensteinsfeld) |               |                       |                                                                          |

| Arbitro: | Lutz (Poppenhausen) |

|                                                              |           |                      |
| Doorsoun 5’ Prašnikar 28’ Freigang 40’, 64’ (rig.) Dunst 42’ | Marcatori | 90+2’ (rig.) Günster |

| Arbitro: | Heidenreich (Bad Schwartau) |

|  |           |            |
|  | Marcatori | 26’ Anyomi |

| Arbitro: | Westerhoff (Bochum) |

|                 |           |                                        |
| Anyomi 19’, 66’ | Marcatori | 17’ Skinnes Hansen 88’ Merino Gonzalez |

| Arbitro: | Hussein (Bad Harzburg) |

|  |           |                            |
|  | Marcatori | 24’ Freigang 67’ Prašnikar |

| Arbitro: | Wildfeuer (Lützen) |

|                                         |           |                         |
| Prašnikar 41’ Anyomi 48’ Martinez 90+1’ | Marcatori | 4’ Hickelsberger-Füller |

| Arbitro: | Weigelt (Lipsia) |

|  |           |                                                   |
|  | Marcatori | 23’ Dunst 41’ (aut.) Axtmann 66’ Gräwe 70’ Anyomi |

| Arbitro: | Lutz (Poppenhausen) |

|                |           |  |
| I. Acikgöz 23’ | Marcatori |  |

#### Girone di ritorno
| Arbitro: | Breier (Zerf) |

|              |           |  |
| Doorsoun 62’ | Marcatori |  |

| Arbitro: | Schwermer (Ballenstedt) |

|                                                 |           |  |
| Johannes 57’ (aut.) Lattwein 86’ Endemann 90+3’ | Marcatori |  |

| Arbitro: | Wildfeuer (Lützen) |

|                    |           |             |
| Fudalla 11’, 90+1’ | Marcatori | 90+2’ Chiba |

| Arbitro: | Breier (Zerf) |

|              |           |                       |
| Freigang 67’ | Marcatori | 21’ Bühl 77’ Schüller |

| Arbitro: | Duske (Leverkusen) |

|           |           |                    |
| Fürst 63’ | Marcatori | 1’ Anyomi 4’ Dunst |

| Arbitro: | Wacker (Lehrensteinsfeld) |

|                         |           |  |
| Anyomi 50’ Freigang 60’ | Marcatori |  |

| Arbitro: | Lutz (Poppenhausen) |

|                             |           |  |
| Bender 36’ Karczewska 90+3’ | Marcatori |  |

| Arbitro: | Wildfeuer (Lützen) |

|                                           |           |                     |
| Doorsoun 6’ Anyomi 31’, 43’ Prašnikar 64’ | Marcatori | 1’ Sól Magnúsdóttir |

| Arbitro: | Wacker (Lehrensteinsfeld) |

|                   |           |                            |
| Leimenstoll 90+3’ | Marcatori | 17’ Wolter 35’, 47’ Anyomi |

| Arbitro: | Lutz (Poppenhausen) |

|                                          |           |                             |
| Freigang 16’, 54’ Chiba 34’ Reuteler 85’ | Marcatori | 6’ Kayikçi 90+3’ Schasching |

| Arbitro: | Diekmann (Essen) |

|  |           |              |
|  | Marcatori | 27’ Reuteler |

### DFB-Pokal der Frauen
| Arbitro: | Wacker (Lehrensteinsfeld) |

|  |           | |
|  | Marcatori | 23’ Veit 46’, 61’ Martinez 49’ Nachtigall 65’ I. Acikgöz 83’ (rig.) Prasnikar 88’ (aut.) Feldt 90+1’ Reuteler |

| Arbitro: | Michel (Magonza) |

|                          |           |                |
| Martinez 25’ Hanshaw 52’ | Marcatori | 87’ Steuerwald |

| Arbitro: | Lutz (Poppenhausen) |

|                                                |           |             |
| Gräwe 6’ Prasnikar 11’ Anyomi 41’ Martinez 77’ | Marcatori | 66’ Jerabek |

| Arbitro: | Hussein (Bad Harzburg) |

|                                 |                      |                                   |
| Stanway 4’                      | Marcatori            | 18’ Reuteler                      |
| Stanway Lohmann Eriksson Harder | Tiri di rigore 3 – 1 | Freigang Reuteler Prašnikar Dunst |

### UEFA Women's Champions League

#### Qualificazioni
| Arbitro: | Diakow |

|               |           |  |
| Prašnikar 24’ | Marcatori |  |

| Arbitro: | Özçiğdem |

|                                                             |                      |                                                            |
| Cantore 48’                                                 | Marcatori            | 66’ Prašnikar                                              |
| Boattin Cascarino Sembrant Girelli Beerensteyn Gama Nyström | Tiri di rigore 4 – 5 | Freigang Kleinherne Hanshaw Pawollek Dunst Reuteler Wamser |

| Arbitro: | Georgieva |

|                                                      |           |  |
| Anyomi 6’ Freigang 14’ (rig.), 75’, 77’ Reuteler 58’ | Marcatori |  |

| Arbitro: | Byrne |

|  |           |                     |
|  | Marcatori | 18’, 33’, 43’ Dunst |

#### Fase a gironi
| Arbitro: | Ferrieri Caputi |

|               |           |                        |
| Schough 90+4’ | Marcatori | 25’ Pawollek 84’ Dunst |

| Arbitro: | Adámková |

|              |           |                                   |
| Freigang 42’ | Marcatori | 48’, 62’ Paralluelo 59’ Caldentey |

| Arbitro: | Welch |

|            |           |  |
| Alidou 71’ | Marcatori |  |

| Arbitro: | Klarlund |

|              |           |            |
| Reuteler 28’ | Marcatori | 71’ Raysla |

| Arbitro: | Anex |

|                                |           |  |
| Guijarro 19’ Graham Hansen 73’ | Marcatori |  |

| Arbitro: | Frappart |

|                                                               |           |  |
| I. Acikgöz 18’ Anyomi 66’ Martinez 74’ Gräwe 76’ Reuteler 84’ | Marcatori |  |

## Statistiche

### Statistiche di squadra
| Competizione         | Punti | In casa | In casa | In casa | In casa | In casa | In casa | In trasferta | In trasferta | In trasferta | In trasferta | In trasferta | In trasferta | Totale | Totale | Totale | Totale | Totale | Totale | DR  |
| Competizione         | Punti | G       | V       | N       | P       | Gf      | Gs      | G            | V            | N            | P            | Gf           | Gs           | G      | V      | N      | P      | Gf     | Gs     | DR  |
| -------------------- | ----- | ------- | ------- | ------- | ------- | ------- | ------- | ------------ | ------------ | ------------ | ------------ | ------------ | ------------ | ------ | ------ | ------ | ------ | ------ | ------ | --- |
| Frauen-Bundesliga    | 44    | 11      | 8       | 1       | 2       | 28      | 14      | 11           | 6            | 1            | 4            | 14           | 11           | 22     | 14     | 2      | 6      | 42     | 25     | +17 |
| DFB-Pokal der Frauen | -     | 2       | 2       | 0       | 0       | 6       | 2       | 2            | 1            | 1            | 0            | 9            | 1            | 4      | 3      | 1      | 0      | 15     | 3      | +12 |
| Champions League     | -     | 5       | 3       | 1       | 1       | 13      | 4       | 5            | 2            | 1            | 2            | 6            | 5            | 10     | 5      | 2      | 3      | 19     | 9      | +10 |
| Totale               | -     | 18      | 13      | 2       | 3       | 47      | 20      | 18           | 9            | 3            | 6            | 29           | 17           | 36     | 22     | 5      | 9      | 76     | 37     | +39 |

### Andamento in campionato
| Giornata  | 1 | 2  | 3 | 4 | 5 | 6 | 7 | 8 | 9 | 10 | 11 | 12 | 13 | 14 | 15 | 16 | 17 | 18 | 19 | 20 | 21 | 22 |
| --------- | - | -- | - | - | - | - | - | - | - | -- | -- | -- | -- | -- | -- | -- | -- | -- | -- | -- | -- | -- |
| Luogo     | T | C  | C | T | C | T | C | T | C | T  | C  | C  | T  | T  | C  | T  | C  | T  | C  | T  | C  | T  |
| Risultato | P | P  | V | N | V | V | N | V | V | V  | V  | V  | P  | P  | P  | V  | V  | P  | V  | V  | V  | V  |
| Posizione | 9 | 11 | 9 | 9 | 6 | 5 | 6 | 5 | 3 | 3  | 3  | 3  | 3  | 3  | 4  | 4  | 4  | 4  | 3  | 3  | 3  | 3  |

Legenda:

Luogo: C = Casa; T = Trasferta. Risultato: V = Vittoria; N = Pareggio; P = Sconfitta.

### Statistiche delle giocatrici
| Giocatore      | Frauen-Bundesliga | Frauen-Bundesliga | Frauen-Bundesliga | Frauen-Bundesliga | DFB-Pokal der Frauen | DFB-Pokal der Frauen | DFB-Pokal der Frauen | DFB-Pokal der Frauen | Champions League | Champions League | Champions League | Champions League | Totale   | Totale | Totale      | Totale     |
| Giocatore      | Presenze          | Reti              | Ammonizioni       | Espulsioni        | Presenze             | Reti                 | Ammonizioni          | Espulsioni           | Presenze         | Reti             | Ammonizioni      | Espulsioni       | Presenze | Reti   | Ammonizioni | Espulsioni |
| -------------- | ----------------- | ----------------- | ----------------- | ----------------- | -------------------- | -------------------- | -------------------- | -------------------- | ---------------- | ---------------- | ---------------- | ---------------- | -------- | ------ | ----------- | ---------- |
| D. Acikgöz     | 11                | 0                 | 0                 | 0                 | 3                    | 0                    | 0                    | 0                    | 4                | 0                | 0                | 0                | 18       | 0      | 0           | 0          |
| I. Acikgöz     | 12                | 1                 | 1                 | 0                 | 3                    | 1                    | 1                    | 0                    | 4                | 1                | 0                | 0                | 19       | 3      | 2           | 0          |
| A. Aehling     | 6                 | 0                 | 0                 | 0                 | 1                    | 0                    | 0                    | 0                    | 0                | 0                | 0                | 0                | 7        | 0      | 0           | 0          |
| N. Anyomi      | 19                | 11                | 1                 | 0                 | 3                    | 1                    | 0                    | 0                    | 8                | 2                | 0                | 0                | 30       | 14     | 1           | 0          |
| C. Bösl        | 2                 | -1                | 0                 | 0                 | 1                    | 0                    | 0                    | 0                    | 2                | -1               | 0                | 0                | 5        | -2     | 0           | 0          |
| J. Brengel     | 1                 | 0                 | 0                 | 0                 | -                    | -                    | -                    | -                    | 1                | 0                | 0                | 0                | 2        | 0      | 0           | 0          |
| R. Chiba       | 13                | 2                 | 1                 | 0                 | 2                    | 0                    | 0                    | 0                    | -                | -                | -                | -                | 15       | 2      | 1           | 0          |
| S. Doorsoun    | 21                | 3                 | 3                 | 0                 | 3                    | 0                    | 1                    | 0                    | 8                | 0                | 2                | 0                | 32       | 3      | 6           | 0          |
| B. Dunst       | 22                | 5                 | 3                 | 0                 | 4                    | 0                    | 0                    | 0                    | 9                | 4                | 0                | 0                | 35       | 9      | 3           | 0          |
| L. Freigang    | 20                | 9                 | 4                 | 0                 | 3                    | 0                    | 0                    | 0                    | 8                | 4                | 0                | 0                | 31       | 13     | 4           | 0          |
| L. Gräwe       | 22                | 1                 | 2                 | 0                 | 4                    | 1                    | 1                    | 0                    | 8                | 1                | 1                | 0                | 34       | 3      | 4           | 0          |
| V. Hanshaw     | 20                | 0                 | 2                 | 0                 | 3                    | 1                    | 0                    | 0                    | 9                | 0                | 0                | 0                | 32       | 1      | 2           | 0          |
| H. Johann      | -                 | -                 | -                 | -                 | -                    | -                    | -                    | -                    | -                | -                | -                | -                | -        | -      | -           | -          |
| S. Johannes    | 21                | -24               | 1                 | 0                 | 3                    | -3                   | 0                    | 0                    | 8                | -8               | 0                | 0                | 32       | -35    | 1           | 0          |
| V. Kirchberger | 13                | 0                 | 0                 | 0                 | 1                    | 0                    | 0                    | 0                    | 3                | 0                | 0                | 0                | 17       | 0      | 0           | 0          |
| S. Kleinherne  | 17                | 0                 | 1                 | 0                 | 2                    | 0                    | 0                    | 0                    | 8                | 0                | 1                | 0                | 27       | 0      | 2           | 0          |
| S. Martinez    | 20                | 1                 | 0                 | 0                 | 4                    | 4                    | 0                    | 0                    | 7                | 1                | 0                | 0                | 31       | 6      | 0           | 0          |
| S. Nachtigall  | 3                 | 0                 | 0                 | 0                 | 1                    | 1                    | 0                    | 0                    | 0                | 0                | 0                | 0                | 4        | 1      | 0           | 0          |
| T. Pawollek    | 10                | 0                 | 1                 | 0                 | 1                    | 0                    | 0                    | 0                    | 8                | 1                | 1                | 0                | 19       | 1      | 2           | 0          |
| L. Prašnikar   | 21                | 4                 | 0                 | 0                 | 4                    | 2                    | 0                    | 0                    | 9                | 1                | 0                | 0                | 34       | 7      | 0           | 0          |
| G. Reuteler    | 18                | 2                 | 1                 | 0                 | 4                    | 2                    | 1                    | 0                    | 8                | 3                | 1                | 0                | 30       | 7      | 3           | 0          |
| N. Riesen      | 10                | 0                 | 1                 | 0                 | 2                    | 0                    | 0                    | 0                    | 3                | 0                | 0                | 0                | 15       | 0      | 1           | 0          |
| L. Santos      | 2                 | 0                 | 0                 | 0                 | 1                    | 0                    | 0                    | 0                    | 2                | 0                | 0                | 0                | 5        | 0      | 0           | 0          |
| P. Sanvig      | 1                 | 0                 | 0                 | 0                 | -                    | -                    | -                    | -                    | -                | -                | -                | -                | 1        | 0      | 0           | 0          |
| J. Veit        | 2                 | 0                 | 0                 | 0                 | 2                    | 1                    | 0                    | 0                    | 2                | 0                | 0                | 0                | 6        | 1      | 0           | 0          |
| C. Wamser      | 9                 | 1                 | 0                 | 0                 | 1                    | 0                    | 0                    | 0                    | 5                | 0                | 1                | 0                | 15       | 1      | 1           | 0          |
| P-S. Wolter    | 20                | 1                 | 1                 | 0                 | 4                    | 0                    | 0                    | 0                    | 8                | 0                | 0                | 0                | 32       | 1      | 1           | 0          |